# Liste von Orgeln in der Pilsner Region
Diese Liste von Orgeln in der Pilsner Region umfasst Orgeln der Pilsner Region (Plzeňský kraj). Sie ist Teil der Liste von Orgeln in Tschechien. Die Liste erhebt keinen Anspruch auf Vollständigkeit.

## Orgeln
Die erste Spalte zeigt den Ort (Stadt, Stadtteil, Gemeinde bzw. Ortsteil) an. Die zweite Spalte gibt das jeweilige Gebäude (Kirche) an, in der sich die Orgel befindet. In der vierten Spalte sind der Erbauer der Orgel (und die Opuszahl des Werks) angeführt. In der sechsten Spalte bezeichnet die römische Zahl die Anzahl der Manuale, ein großes „P“ ein selbstständiges Pedal. Die arabische Zahl gibt die Anzahl der klingenden Register an. Die letzte Spalte bietet Angaben zum Erhaltungszustand sowie Links mit weiterführender Information.

Anmerkung: Die tschechische Orgel-Datenbank (Varhany Databáze unter www.varhany.net) liefert gute Angaben zur Historie der Orgeln, gibt aber nur wenig Hinweise zum Erhaltungszustand bzw. Verbleib der Orgeln.
| Ort                                               | Gebäude                                                                                                  | Bild | Orgelbauer                                                         | Jahr    | Manuale | Register | Bemerkungen |
| ------------------------------------------------- | --- | ---- | ------------------------------------------------------------------ | ------- | ------- | -------- | --- |
| Bělá nad Radbuzou (Weißensulz)                    | Kirche der Schmerzhaften Mutter Gottes Weißensulz (Kostel Panny Marie Bolestné Bělá nad Radbuzou) (Lage) |      | Ferdinand Guth                                                     | 1842    | I/P     | 9        | Guth-Orgel, restauriert von Marek Vorlíček, Domažlice                                                                               |
| Blovice (Blowitz)                                 | Kirche des hl. Johann Evangelista Blowitz (Kostel sv. Jana Evangelisty Blovice) (Lage)                   |      | Adalbert Schreyer (1709–1795)                                      | um 1790 | II/P    | 16       | [ 2 ] [ 3 ] |
| Bor u Tachova (Haid)                              | St.-Nikolaus-Kirche Haid (Kostel sv. Mikuláše Bor u Tachova) (Lage)                                      |      | Anton Gartner (1707–1771), Tachau                                  | 1749    | I/P     | 10       | [ 4 ] [ 5 ] |
| Chválenice (Chwalenitz), OT von Pilsen            | Kirche St. Martin Chwalenitz (Kostel sv. Martina Chválenice) (Lage)                                      |      | Čeněk Skopek (1866–1935)                                           | 1916    | I/P     | 9        | [ 6 ] |
| Domaslav (Böhmisch Domaschlag)                    | Kirche St. Jakobus der Ältere Domaschlag (Kostel sv. Jakuba Většího Domaslav) (Lage)                     |      | Heinrich Schiffner (1853–1938), Prag-Smichow                       | 1911    | I/P     | 7        | [ 7 ] |
| Domažlice (Taus)                                  | Kirche Mariä Himmelfahrt Taus (Kostel Nanebevzetí Panny Marie Domažlice) (Lage)                          |      | Anton Gartner, Tachau                                              | 1758    | II/P    | 21       | [ 8 ] |
| Halže (Hals)                                      | Kirche des hl. Johannes und Paulus Hals (Kostel sv. Jana a Pavla Halže) (Lage)                           |      | Ignaz Müller                                                       | 1856    | I/P     | 8        | [ 9 ] |
| Horažďovice (Horaschdowitz)                       | Kirche Horaschdowitz (Kostel sv. Petra a Pavla Horažďovice) (Lage)                                       |      | Emanuel Štěpán Petr (1852–1930), Prag                              | 1915    | II/P    | 33       | [ 10 ] |
| Horšovský Týn (Bischofteinitz)                    | Kirche St. Apolinaris Bischofteinitz (Kostel sv. Apolináře Horšovský Týn) (Lage)                         |      | Johann Leopold Rausch (1719–1791), Pilsen                          | 1772    | II/P    | 16       | [ 11 ] [ 12 ] |
| Kašperské Hory (Bergreichenstein)                 | Dekanalkirche der heiligen Margaretha (Kostel sv. Markéty Kašperské Hory) (Lage)                         |      | unbekannt                                                          | 18. Jh. | II/P    | 17       | [ 13 ] |
| Kašperské Hory (Bergreichenstein)                 | Kirche St. Nikolaus Bergreichenstein (Kostel sv. Mikuláše Kašperské Hory) (Lage)                         |      | unbekannt                                                          | 1733    | I/P     | 7        | [ 14 ] [ 15 ] |
| Kdyně (Neugedein)                                 | St.-Nikolaus-Kirche Neugedein (Kostel sv. Mikuláše Kdyně) (Lage)                                         |      | Anton Gartner und Johann Egidius Gartner (1723–1787), Tachau       | 1770    | II/P    | 15       | [ 16 ] [ 17 ] |
| Kladruby u Stříbra (Kladrau)                      | Klosterkirche Mariä Himmelfahrt Kladrau (Kostel Nanebevzetí Panny Marie Kladruby) (Lage)                 |      | Johann Leopold Burkhardt (1673–1751), Elbogen                      | 1728    | II/P    | 24       | 1995 restauriert durch Dušan Doubek, Orgelprospekt im Stil der Barockgotik vom Architekten Johann Blasius Santini-Aichl (1677–1723) |
| Klatovy (Klattau)                                 | Kirche Mariä Geburt Klattau (Kostel Narození Panny Marie Klatovy) (Lage)                                 |      | Emanuel Štěpán Petr                                                | 1908    | II/P    | 32       | [ 21 ] |
| Klenčí pod Čerchovem (Klentsch)                   | Kirche St. Martin Klentsch (Kostel sv. Martina Klenčí) (Lage)                                            |      | Anton Gartner, Tachau                                              | 1758    | II/P    | 14       | [ 22 ] |
| Kralovice (Kralowitz)                             | Kirche St. Peter und Paul Kralowitz (Kostel sv. Petra a Pavla Kralovice) (Lage)                          |      | unbekannt                                                          | 17. Jh. | I/P     | 12       | [ 23 ] |
| Litohlavy (Litihlau)                              | Kapelle Mariä Heimsuchung auf dem Berg Vršíček (Kaple Navštívení Panny Marie na Vršíčku) (Lage)          |      | unbekannt                                                          |         | I/P     | 6        | [ 24 ] |
| Loučim (Lautschim)                                | Kirche Mariä Geburt Lautschim (Kostel Narození Panny Marie Loučim) (Lage)                                |      | Anton Červenka (1819–1887)                                         | 1870    | I/P     | 10       | [ 25 ] |
| Lužany (Luschan)                                  | Schlosskirche Mariä Namen Luschan (Zámecká kaple Jména Panny Marie Lužany) (Lage)                        |      | Karl Eisenhut (1843–1888), Prag                                    | 1887    | II/P    | 7        | [ 26 ] |
| Manětín (Manetin)                                 | Kirche St. Johannes der Täufer (Kostel sv. Jana Křtitele) (Lage)                                         |      | Johann Leopold Burkhardt, Elbogen                                  | 1715    | II/P    | 13       | 2023 restauriert |
| Manětín (Manetin)                                 | Kirche St. Barbara (Kostel sv. Barbora Manětín) (Lage)                                                   |      | Leopold Spiegel (um 1680–1730), Prag                               | 1721    | I/P     | 10       | 2018–2021 restauriert von Dalibor Michek                                                                                            |
| Město Touškov (Tuschkau Stadt)                    | Kirche des hl. Johannes des Täufers (Kostel sv. Jana Křtitele) (Lage)                                    |      | Ferdinand Johann Guth (1815–1872)                                  | 1862    | II/P    | 16       | [ 32 ] |
| Mileč (Milletsch)                                 | Pfarrkirche St. Peter und Paul Milletsch (Kostel sv. Petra a Pavla Mileč) (Lage)                         |      | Leopold Rausch                                                     | 1764    | I/P     | 7        | [ 33 ] |
| Mýto (Mauth)                                      | Kirche Johannes des Täufers Mauth (Kostel sv. Jana Křtitele Mýto) (Lage)                                 |      | Josef Rejna & Josef Černý, Orgelbaufirma in Prag von 1884 bis 1927 | 1902    | I/P     | 8        | [ 34 ] [ 35 ] |
| Nalžovské Hory (Silberberg)                       | Kirche der hl. Katharina Silberberg (Kostel sv. Kateřiny Stříbrné Hory) (Lage)                           |      | Karel Vocelka, Prag                                                | 1855    | I/P     |          | [ 36 ] |
| Nečtiny (Netschetin)                              | Kirche Jakobus des Älteren Netschetin (Kostel sv. Jakuba Většího Nečtiny) (Lage)                         |      | Johann Leopold Rausch, Pilsen                                      | 1752    | II/P    | 15       | [ 37 ] |
| Nepomuk (Pomuk)                                   | Kirche des hl. Johannes von Nepomuk (Kostel sv. Jana Nepomuckého Nepomuk) (Lage)                         |      | Franz Surat, Budweis                                               | 1912    | II/P    | 16       | [ 38 ] |
| Planá u Mariánských Lázní (Plan)                  | Wallfahrtskirche St. Anna (Kostel sv. Anny) (Lage)                                                       |      | Johann Leopold Burkhardt, Elbogen                                  | 1732    | II/P    | 16       | [ 39 ] [ 40 ] |
| Plasy (Plaß)                                      | Klosterkirche Mariä Himmelfahrt Plaß (Klášterní kostel Nanebevzetí Panny Marie Plasy) (Lage)             |      | Abraham Starck (1659–1709), Elbogen                                | 1688    | II/P    | 28       | 2004–2006 restauriert von Vladimír Šlajch                                                                                           |
| Plzeň (Pilsen)                                    | St.-Bartholomäus-Kathedrale (Pilsen)(Katedrála sv. Bartoloměje Plzeň) (Lage)                             |      | Emanuel Štěpán Petr                                                | 1894    | III/P   | 48       | [ 44 ] [ 45 ] |
| Plzeň (Pilsen)                                    | Nepomuk-Kirche Pilsen (Kostel sv. Jana Nepomuckého) (Lage)                                               |      | Josef & Augustin Paštika, Prag                                     | 1915    | III/P   | 45       | [ 46 ] [ 47 ] |
| Plzeň (Pilsen)                                    | Kirche Mariä Himmelfahrt Pilsen (Kostel Nanebevzetí Panny Marie Plzeň) (Lage)                            |      | Gebrüder Rieger, Jägerndorf, Opus 2702                             | 1935    | III/P   | 40       | [ 48 ] |
| Plzeň (Pilsen)                                    | Kirche Unserer Lieben Frau vom Rosenkranz (Kostel Panny Marie Růžencové Plzeň) (Lage)                    |      | Emanuel Štěpán Petr                                                | 1913    | II/P    | 30       | [ 49 ] |
| Plzeň (Pilsen)                                    | Kirche Allerheiligen Pilsen (Kostel Všech svatých Plzeň) (Lage)                                          |      | unbekannt                                                          |         |         |          | |
| Plzeň (Pilsen)                                    | Klosterkirche St. Anna Pilsen (Klášterní Kostel sv. Anny Plzeň) (Lage)                                   |      | Emanuel Štěpán Petr                                                | 1911    | II/P    | 13       | [ 50 ] [ 51 ] |
| Plzeň (Pilsen)                                    | Kirche St. Georg Pilsen (Kostel sv. Jiří Plzeň) (Lage)                                                   |      | Emanuel Štěpán Petr                                                | 1915    | I/P     | 6        | [ 52 ] |
| Plzeň (Pilsen)                                    | Kapelle Johannes des Täufers – Krematorium (Kaple sv. Jana Křtitele Plzeň) (Lage)                        |      | Josef Matthäus Wunsch (1866–1936), Schüttenhofen                   | 1913    | I/P     | 8        | [ 53 ] |
| Plzeň (Pilsen)                                    | Kirche St. Nikolaus Pilsen (Kostel sv. Mikuláše Plzeň) (Lage)                                            |      | Johann Josef Pleyer (1728–1811), Elbogen                           | 1781    | I/P     | 7        | [ 54 ] [ 55 ] |
| Plzeň (Pilsen)                                    | Kirche Jesu Namen Pilsen (Kostel Nejsvětějšího Jména Ježíš Plzeň) (Lage)                                 |      | Jakub Finger (?–1882), Pilsen                                      | 1848    | I       | 4        | 2005/06 restauriert |
| Plzeň (Pilsen)                                    | Koranda-Kirche der Böhmischen Brüder Pilsen (Korandův Sbor Plzeň) (Lage)                                 |      | Karel Urban (1870–1941), Prag                                      | 1936    | II/P    | 18       | Kirche benannt nach Wenzel Koranda                                                                                                  |
| Plzeň (Pilsen)                                    | Synagoge Pilsen (Velká Synagoga Plzeň) (Lage)                                                            |      | Gebrüder Brauner                                                   | 1894    | III/P   | 34       | [ 60 ] [ 61 ] |
| Plzeň-Bory (Pilsen)                               | Gefängniskapelle Pilsen-Bory (Vězeňská kaple Plzeň-Bory) (Lage)                                          |      | Karl Eisenhut, Prag                                                | 1878    | I/P     | 11       | [ 62 ] |
| Plzeň-Doubravka (Pilsen-Dobraken)                 | Krematorium Pilsen (Krematorium Plzeň) (Lage)                                                            |      | unbekannt                                                          | 1931    | I/P     | 8        | [ 63 ] |
| Plzeň (Pilsen)                                    | Friedhofskirche St. Wenzel Pilsen (Hřbitovní kostel sv. Václava) (Lage)                                  |      | Jan Tuček (1842–1913), Kuttenberg                                  | 1900    | I       | 5        | [ 64 ] |
| Rabštejn nad Střelou (Rabenstein an der Schnella) | Kirche Sieben Schmerzen Mariens Rabenstein (Kostel Panny Marie Sedmibolestné Rabštejn) (Lage)            |      | Anton Reiss (1741–1815), Prag                                      | 1793    | II/P    | 12       | 2019–2021 von Dalibor Michek (Jihlava/Iglau) restauriert                                                                            |
| Spálené Poříčí (Brennporitschen)                  | Kirche St. Nikolaus (Kostel sv. Mikuláše Spálené Poříčí) (Lage)                                          |      | Karl Schiffner (1835–1894), Prag                                   | 1882    | I/P     | 10       | [ 68 ] [ 69 ] |
| Staré Sedliště (Alt-Seitlitz)                     | Kirche des hl. Prokop und Ulrich Seitlitz (Kostel sv. Prokopa a Oldřicha Staré Sedliště) (Lage)          |      | Gartner                                                            |         |         |          | [ 70 ] |
| Starý Plzenec (Altpilsen)                         | Kirche Mariä Geburt Altpilsen (Kostel Narození Panny Marie) (Lage)                                       |      | Vladimír Šlajch (* 1955)                                           | 2006    | I/P     | 10       | [ 71 ] |
| Starý Plzenec (Altpilsen)                         | Kirche Johannes des Täufers Pilsen (Kostel sv. Jana Křtitele Plzeň) (Lage)                               |      | Ferdinand Johann Guth                                              |         | I/P     | 6        | [ 72 ] |
| Starý Plzenec (Altpilsen)                         | Kirche St. Peter Altpilsen (Kostel sv. Petra Starý Plzenec) (Lage)                                       |      | unbekannt                                                          |         |         |          | [ 73 ] |
| Strážov (Drosau)                                  | Kirche St. Georg Drosau (Kostel sv. Jiří Strážov) (Lage)                                                 |      | unbekannt                                                          |         | I/P     | 8        | [ 74 ] [ 75 ] |
| Stříbro (Mies)                                    | Allerheiligen-Kirche Mies (Kostel Všech Svatých Stříbro) (Lage)                                          |      | Christof Müller (1846–1924)                                        | um 1910 | II/P    | 14       | [ 76 ] |
| Tachov (Tachau)                                   | Mariä-Himmelfahrt-Kirche Tachau (Kostel Nanebevzetí Panny Marie Tachov) (Lage)                           |      | Anton Gartner, Tachau                                              | um 1750 | II/P    | 20       | 1929 von der Firma Rieger auf II/P-31 erweitert                                                                                     |
| Tachov (Tachau)                                   | Kirche St. Maria Magdalena Tachau (Kostel sv. Máří Magdaleny Tachov) (Lage)                              |      | Vinzenz Gartner (1748–1820), Tachau                                | 1789    | II/P    | 20       | [ 78 ] |
| Těchonice (Tiechonitz)                            | Kirche des hl. Philippus und Jakobus Tiechowitz (Kostel sv. Filipa a Jakuba Těchonice) (Lage)            |      | Johann Christoph Standfuss                                         | 1740    | II/P    | 10       | [ 79 ] |
| Úterý (Neumarkt)                                  | Kirche St. Johannes der Täufer Neumarkt (Kostel sv. Jana Křtitele Úterý) (Lage)                          |      | Johann Leopold Burkhardt, Elbogen                                  | 1720    | I/P     | 10       | 2009–2011 restauriert durch Rudolf Valenta, Prag                                                                                    |
| Vrčeň (Wrčen)                                     | Kirche St. Laurentius (Kostel sv. Vavřince Vrčeň) (Lage)                                                 |      | Johann Fischpera (1835–?)                                          | 1890    | I/P     | 10       | [ 83 ] |